# Malodolský potok
Malodolský potok je potok v okrese Chomutov v Ústeckém kraji v České republice. Je dlouhý 6,86 km. Pramení v Krušných horách severozápadně od osady Horní Halže v nadmořské výšce 899 m n. m. Protéká osadami Horní Halže, Údolíčko a v Perštejně se vlévá zleva do Hučivého potoka v nadmořské výšce 353 m n. m.
Povodí Malodolského potoka má rozlohu 9,21 km² a nachází se v něm šest vodních ploch s celkovou rozlohou 0,3 ha. Hustota říční sítě povodí je 1,66 km/km². Správcem toku je státní podnik Povodí Ohře.